# Faith and the Muse
Faith and the Muse ist eine US-amerikanische Dark-Wave-Band.

## Geschichte
Gegründet wurde die Band 1993 in Los Angeles von dem Künstlerduo Monica Richards und William Faith. Bevor sie sich zu dem Projekt Faith and the Muse zusammenschlossen, hatten sowohl Richards als auch Faith Banderfahrungen in der Gothic-Rock- und Post-Punk-Szene der 1980er-Jahre sammeln können. Während Richards für die Band Strange Boutique gesungen hatte, war Faith unter anderem für Szene-Größen wie Shadow Project, Christian Death, Mephisto Walz und Sex Gang Children aktiv.
Ihr Debütalbum Elyria, dem bis heute sechs weitere Veröffentlichungen folgten, wurde im Jahr 1994 veröffentlicht. Der Musikstil der Band ist schwer definierbar, da er sehr vielseitig ist und die unterschiedlichsten Einflüsse – beispielsweise aus dem folkloristischen, elektronischen, alternativen und neoklassischen Bereich – widerspiegelt. Mit einem derart weiten Spektrum wird die Band ihrem eigenen Anspruch auf eine im zeitlichen und kulturellen Sinne grenzüberschreitende Performance gerecht. Die meisten Songs werden von Richards gesungen, auch wenn Faith auf jedem Album mindestens bei einem Song einen gesanglichen Beitrag leistet.
In den letzten 15 Jahren haben Faith and the Muse ausgedehnte Touren in den USA und Europa durchgeführt. Dabei sind sie auch mehrfach auf großen alternativen Musikveranstaltungen wie dem M’era Luna Festival und dem Wave-Gotik-Treffen aufgetreten. Während das Duo seine Songs allein schreibt und aufnimmt, holen sie sich für Auftritte stets die Unterstützung weiterer Musiker. Die Live-Performances von Faith and the Muse sind bei den Fans für ihren Variantenreichtum beliebt. Sie changieren von ruhigen Akustik-Sessions über theatralisch-orchestrale Inszenierungen bis hin zu schnörkellosen Rock-Konzerten.
Die Releases von Faith and the Muse erinnern oftmals an Konzeptalben, da in einigen ein gewisser Aspekt eines fremden Kulturkreises reflektiert wird. Beispielsweise Literatur, Tanz, Musik, Religion und andere Weltanschauungen werden aufgegriffen und musikalisch verarbeitet. Vor allem das aktuelle Album :ankoku butoh:, auf dem sich die Künstler mit Elementen der japanischen Shinto-Religion auseinandersetzen, zeugt von dem weiten Spektrum der Band. Traditionelle japanische Instrumente wie Taiko-Trommeln schaffen auf der musikalischen Ebene eine fernöstliche Atmosphäre und machen das Album zu einem Gesamtkunstwerk.
Monica Richards unterstützte auch die Gothic-Rock-Band The Eden House, einem gemeinsamen Projekt des früheren Fields-of-the-Nephilim-Mitglieds Tony Pettitt und Steve Carey, auf deren erstem Album Smoke & Mirrors (2009) mit ihrem Gesang.
Während der Ankoku Butoh-Tour trennten sich Richards und Faith. Ob es die Band zukünftig noch geben wird, ist daher offen, auch wenn eine offizielle Auflösung bislang nicht verkündet wurde. Richards, die mittlerweile mit Horror-Comicstar Steve Niles musikalisch aktiv ist, präsentierte bereits im Frühjahr 2011 die EP Strange Familiar. Anfang 2012 erschien dann ihr Album Naiades.

## Diskografie

### Alben
- Elyria (1994; TESS Records)
- Annwyn, Beneath the Waves (1996; TESS Records)
- Evidence of Heaven (1999; Neue Ästhetik Multimedia)
- Vera Causa (2001; Metropolis Records)
- The Burning Season (2003; Metropolis Records)
- :ankoku butoh: (2009; Danse Macabre)

### Singles/EPs
- :tatsu ep: (2009; Danse Macabre)